# 意動
意動（conation）是指任何自然傾向，衝動，努力或有方向性的努力。 意動是是現代心理學描述的三個部門之一，除了意動，另有情感與認知。
大腦的認知部分與智力，情感與情緒相關。認知與智力相關，情感是用來處理情緒，而意動則是用來驅動人們對想法和感覺採取行動。
意動是一極少用的術語 - 它在「英語1000個最晦澀的詞」中，被定義為: 與慾望，意志和奮鬥相關的心態。 